# Ex ungue leonem
La locuzione latina Ex ungue leonem, tradotta letteralmente, significa il leone [si riconosce] dall'artiglio.
Il prepotente si riconosce dalle sue rapine; oppure, in senso buono, da poche linee si riconosce la mano d'un grande artista, come fu usata da Johann Bernoulli per attribuire a Isaac Newton uno scritto matematico anonimo.
Ha una certa affinità col detto evangelico: "Dai frutti si conosce l'albero". Vedi Mt. 7, 15-20